# ベアー・パパ
『ベアー・パパ』（西: Cachorro, 英: Bear Cub）は、2004年に製作されたスペインの映画。
日本では2005年7月17日に第14回東京国際レズビアン&ゲイ映画祭にて上映された。監督は、ミゲル・アルバラデホである。

## キャスト
- ペドロ：ホセ・ルイス・ガルシア・ペレス
- ベルナルド：ダビッド・カスティーリョ
- テレザ：エンパル・フェレール
- ヴィオレータ（ベルナルドの母）：エルビラ・リンド
- マヌエル
- ハヴィ